# 佐藤功一
佐藤 功一（さとう こういち、1878年（明治11年）7月2日 - 1941年（昭和16年）6月22日）は、日本の建築家。
早稲田大学理工科の建築学科の創始者として知られる。早大建築学科主任に就任してからは、同大の建築教育の基礎を築いた。以後は早大において評議員なども歴任した。
作品としては関東大震災以降のものが多く、日比谷公会堂の設計、大学関連では早稲田大学のシンボルである大隈講堂や、武蔵大学、津田塾大学に作品を39年間で233件残している。また東京女子高等師範学校、日本女子大学校などで教え、女性に対する住教育の草分けでもあった。

## 経歴
- 1878年（明治11年) 7月 栃木県小金井村（現・下野市）に大越東七郎の次男として出生（はじめは大越姓、1908年から佐藤家の養子になる）[4]
- 栃木県尋常中学校、錦城中学校卒業
- 1896年（明治29年）第二高等学校卒業
- 1903年（明治36年）東京帝国大学工科大学卒業、三重県技師
  - 東大の同期に佐野利器がいる[3]
- 1908年（明治41年) 6月 宮内省内匠寮御用掛
- 1909年（明治42年) 1月 早稲田大学から派遣され、欧米を視察（翌年まで）
- 1910年（明治43年) 9月 早稲田大学に建築科開設、講師（翌年、教授）
- 1917年（大正6年）柳田國男と共に古民家保存を目的とする「白茅会」を発足。今和次郎らが参加。
- 1919年（大正8年) 6月 工学博士を授与される
- 1921年（大正10年) 9月 東京女子高等師範学校講師
- 1923年（大正12年)11月 帝都復興事務嘱託
- 1925年（大正14年)4月 日本女子大学校教授
- 1929年（昭和4年)8月 大礼記念京都美術館建築委員会委員[5]
- 1941年（昭和16年）6月 逝去。墓所は染井霊園。

## 主な作品

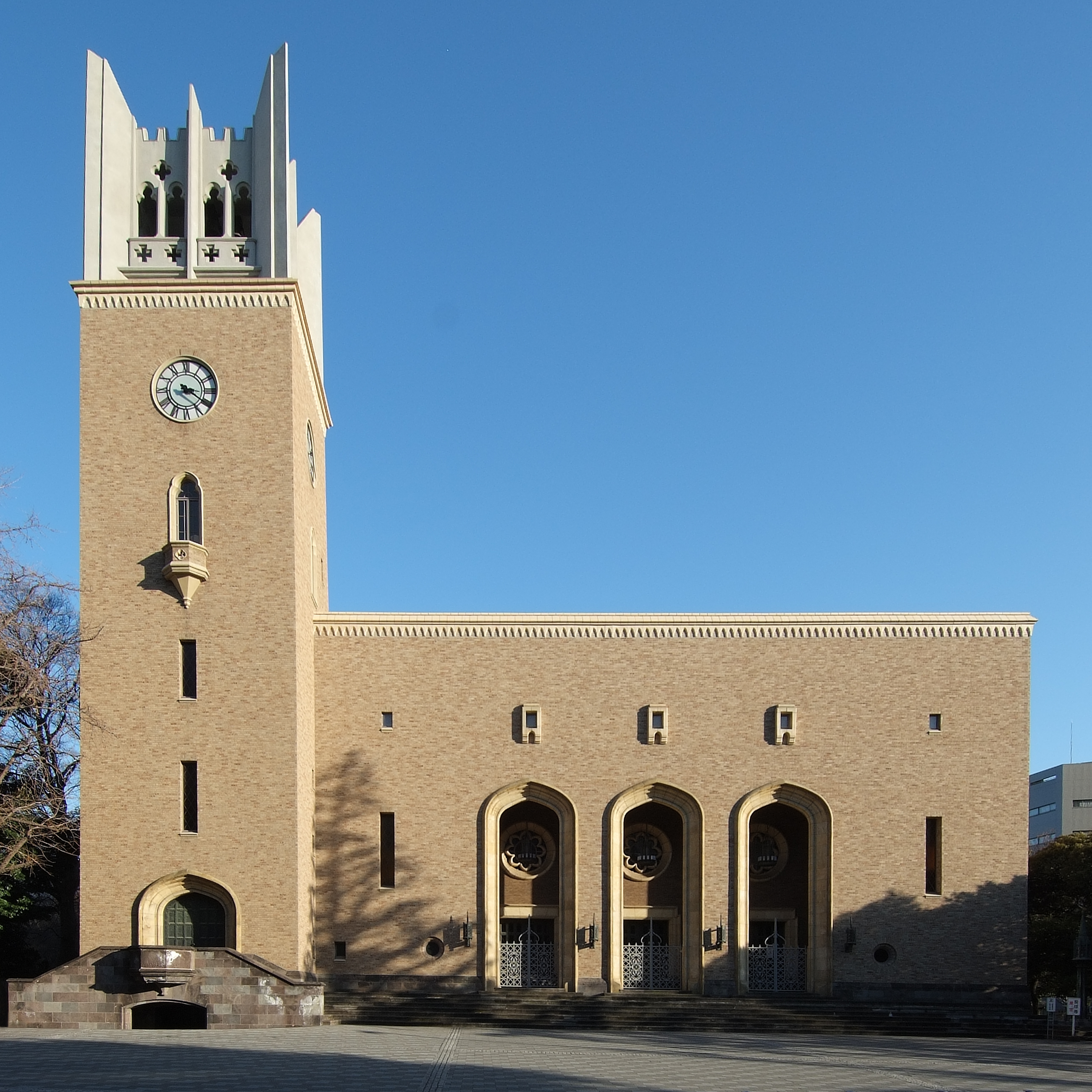
早稲田大学大隈記念講堂

佐藤の作品であることが確認されている物件は223件あり、2か月に1件のハイペースで設計していた計算になる。
| 名称                     | 年     | 所在地               | 状態     | 指定                   | 備考                                                                         |
| ------------------------ | ------ | -------------------- | -------- | ---------------------- | ---------------------------------------------------------------------------- |
| 明治記念新潟県立図書館   | 1915年 | 新潟県新潟市         | 現存せず |                        |                                                                              |
| 日本女子大学樟渓館       | 1926年 | 東京都文京区         |          |                        |                                                                              |
| 早稲田大学大隈記念講堂   | 1927年 | 東京都新宿区         |          | 重要文化財             |                                                                              |
| 岩手県公会堂             | 1927年 | 岩手県盛岡市         |          | 登録有形文化財         |                                                                              |
| 鶴舞公園普選壇           | 1928年 | 愛知県名古屋市昭和区 |          |                        |                                                                              |
| 武蔵大学大講堂           | 1928年 | 東京都練馬区         |          | 練馬区登録文化財       |                                                                              |
| 群馬県庁舎               | 1928年 | 群馬県前橋市         |          | 登録有形文化財         |                                                                              |
| 日比谷公会堂・市政会館   | 1929年 | 東京都千代田区       |          | 東京都指定有形文化財   |                                                                              |
| 米子市庁舎               | 1930年 | 鳥取県米子市         |          |                        |                                                                              |
| 群馬会館                 | 1930年 | 群馬県前橋市         |          | 登録有形文化財         |                                                                              |
| 宮城県庁舎               | 1931年 | 宮城県仙台市         | 現存せず |                        | 1986年（昭和61年）解体。                                                     |
| 津田塾大学               | 1932年 | 東京都小平市         |          | 東京都選定歴史的建造物 |                                                                              |
| 旧足立正別邸             | 1933年 | 神奈川県葉山町       |          | 登録有形文化財         |                                                                              |
| 神田神社本殿             | 1934年 | 東京都千代田区       |          | 登録有形文化財         | 共同設計：大江新太郎                                                         |
| 山陽記念館               | 1935年 | 広島市中区           | 現存せず |                        | 現頼山陽史跡資料館。被爆建物として部材の一部(テラコッタ製の手すり)のみ保存。 |
| 栃木県庁舎（4代目）      | 1938年 | 栃木県宇都宮市       | 一部現存 |                        | 正面部分のみ切り取り曳家、「昭和館」として保存活用。                         |
| 滋賀県庁舎               | 1939年 | 滋賀県大津市         |          | 登録有形文化財         |                                                                              |
| 日本赤十字社広島支部病院 | 1939年 | 広島市中区           | 現存せず |                        | 1990年11月取り壊し。被爆建物として一部のみ保存。                             |

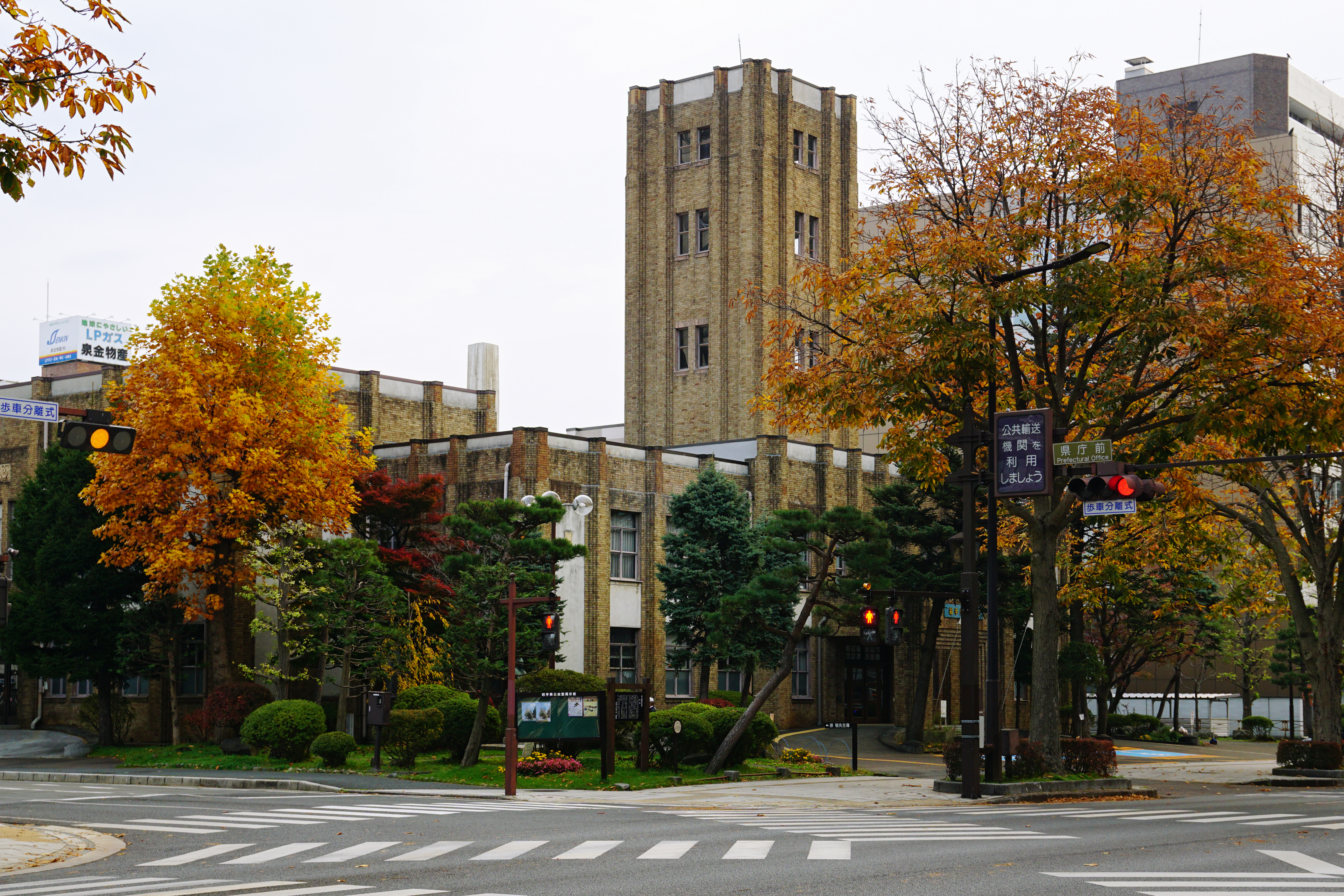
岩手県公会堂
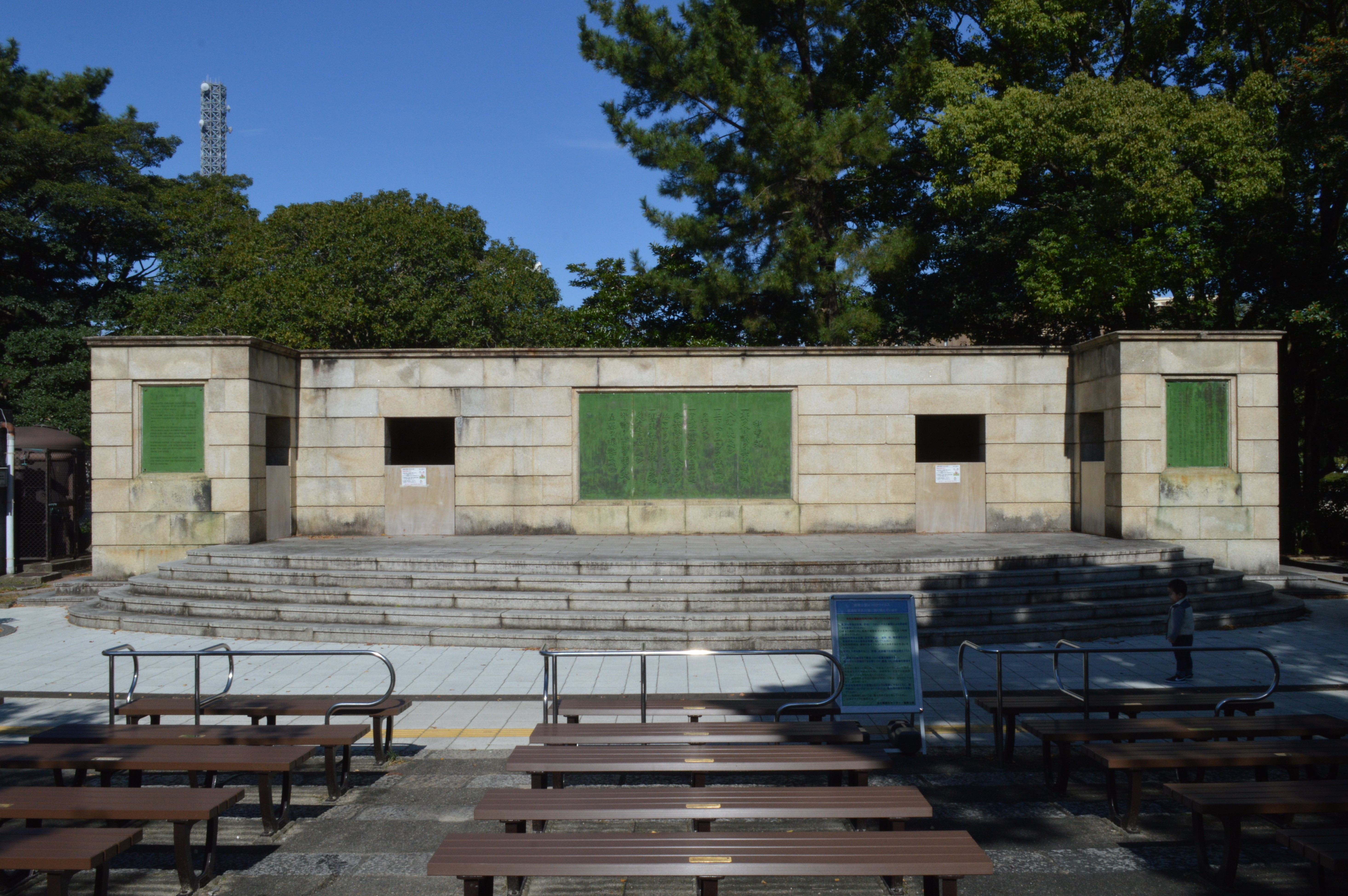
鶴舞公園普選壇
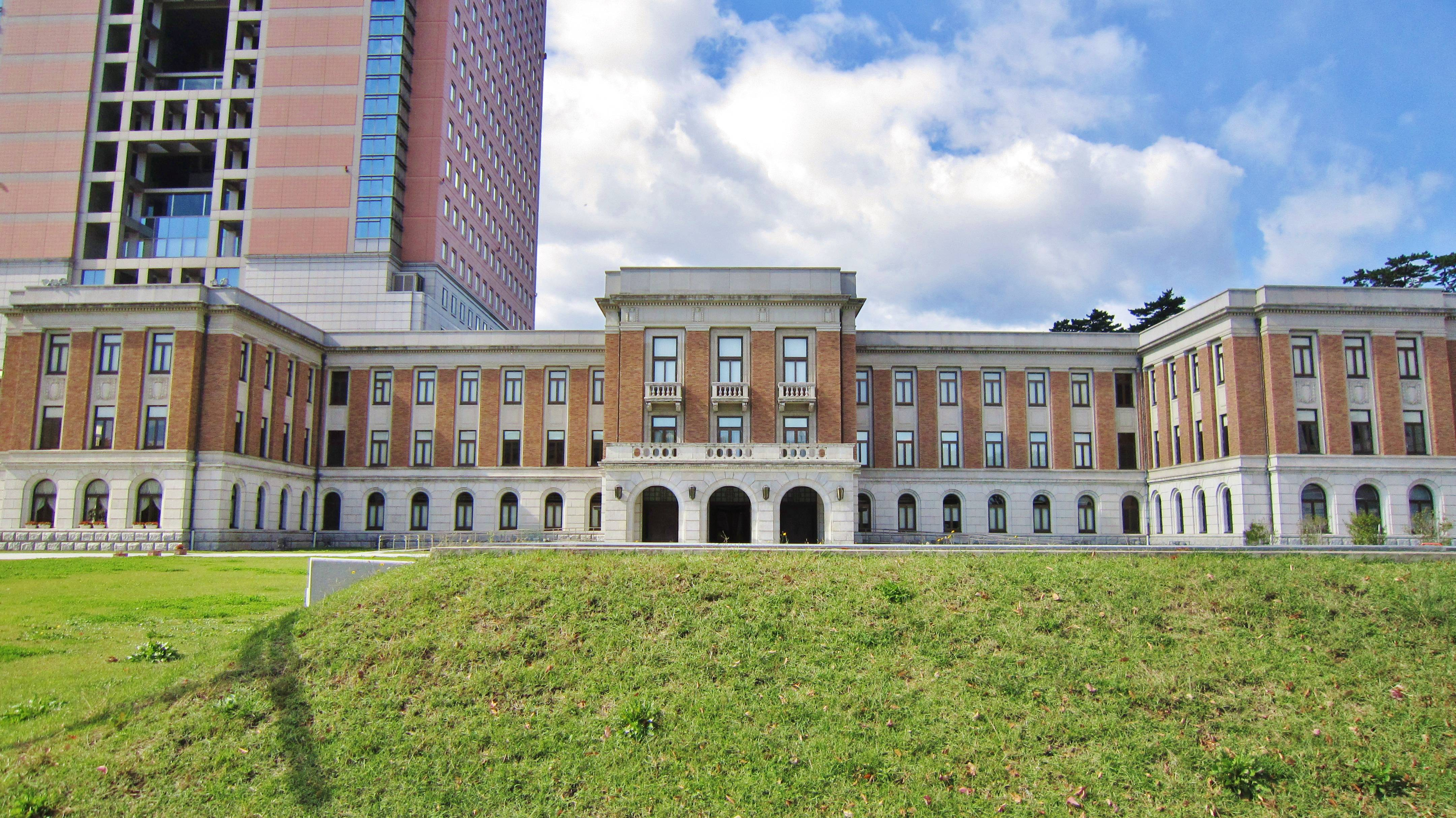
群馬県庁舎
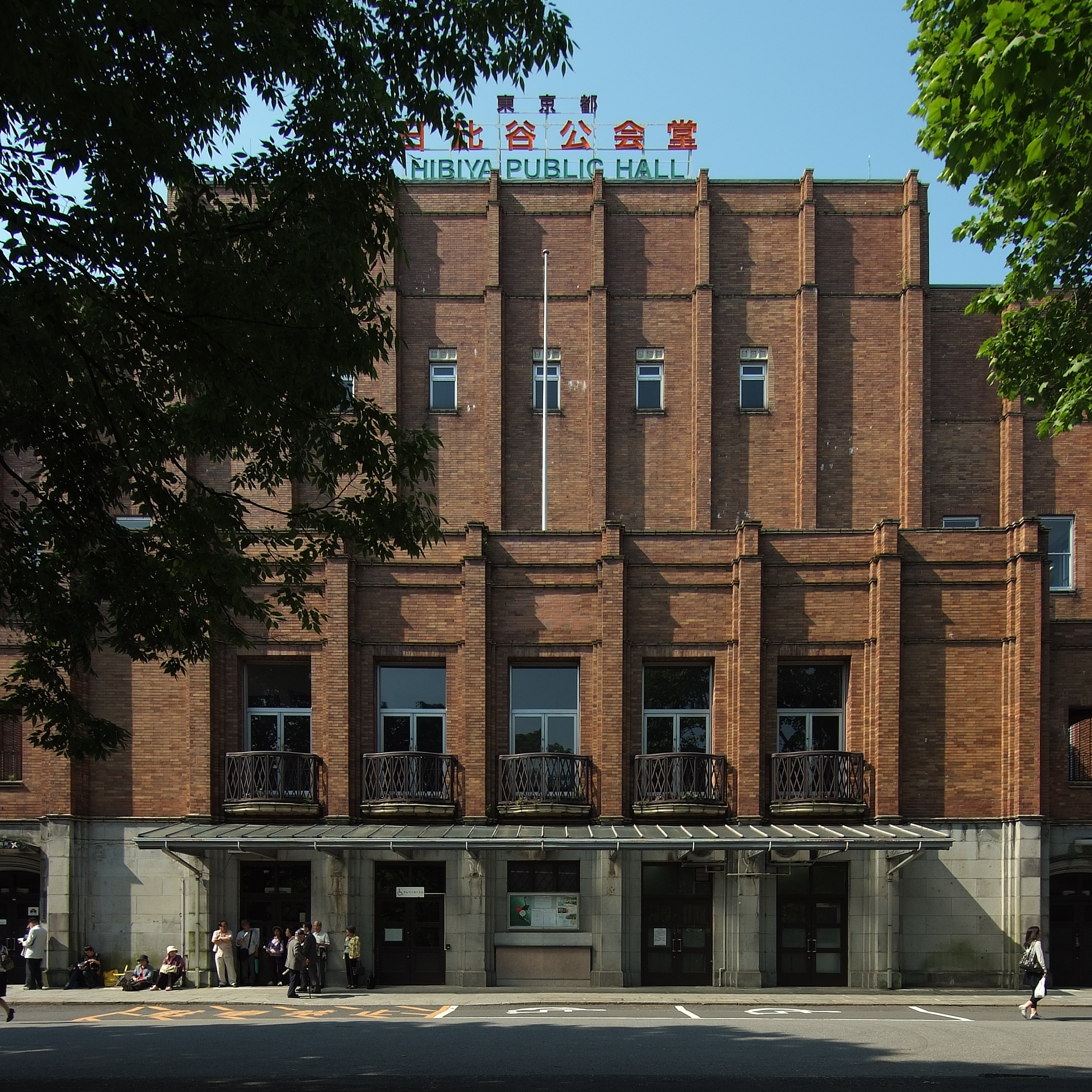
日比谷公会堂
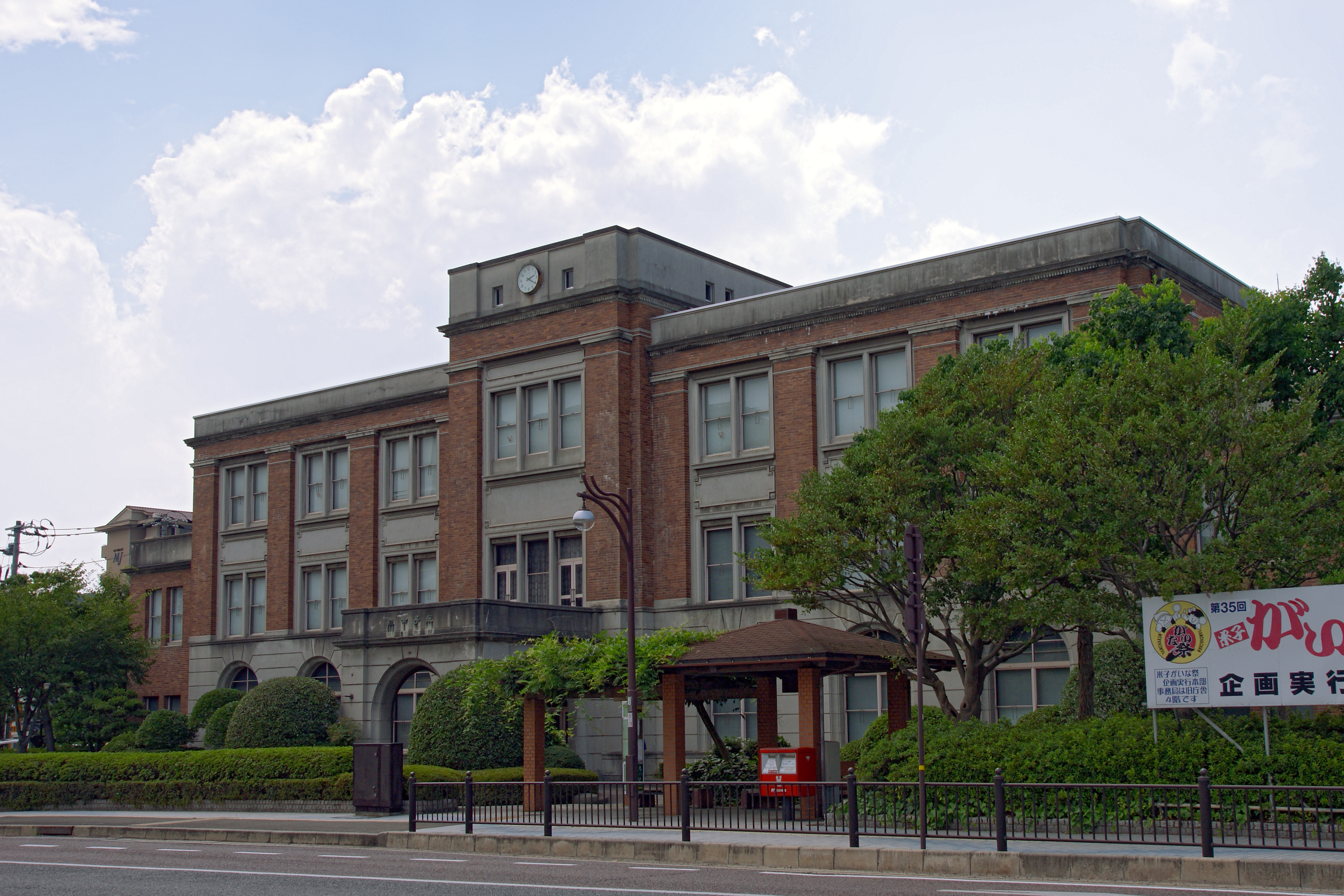
山陰歴史館（旧米子市庁舎）
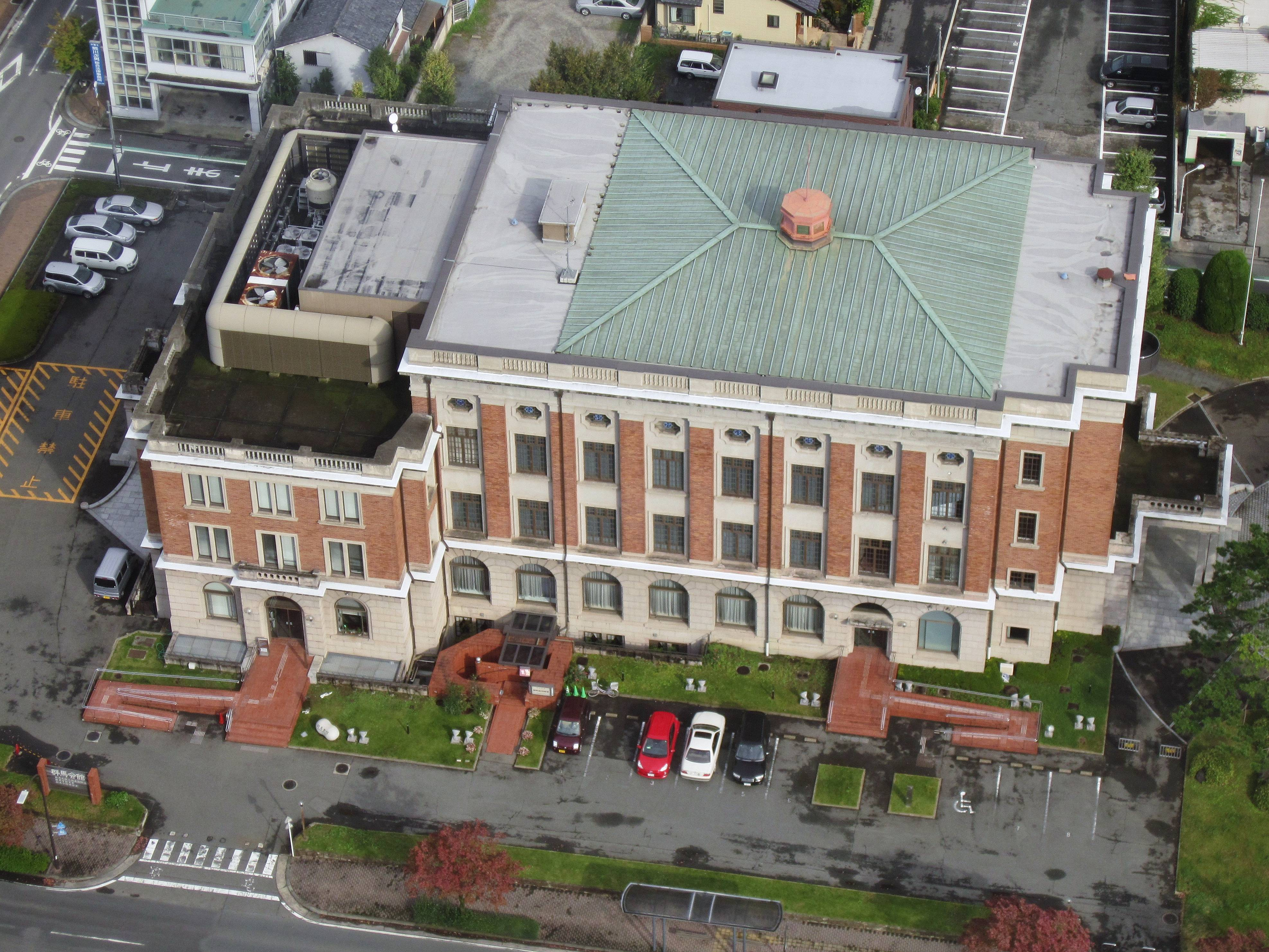
群馬会館
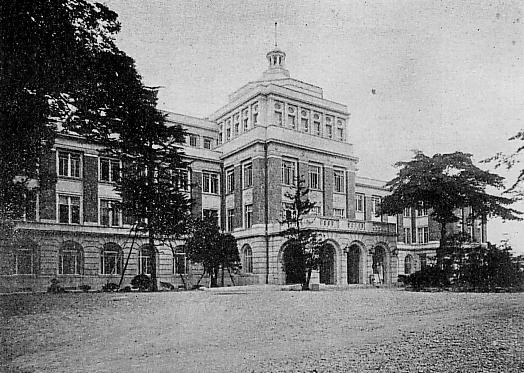
宮城県庁舎
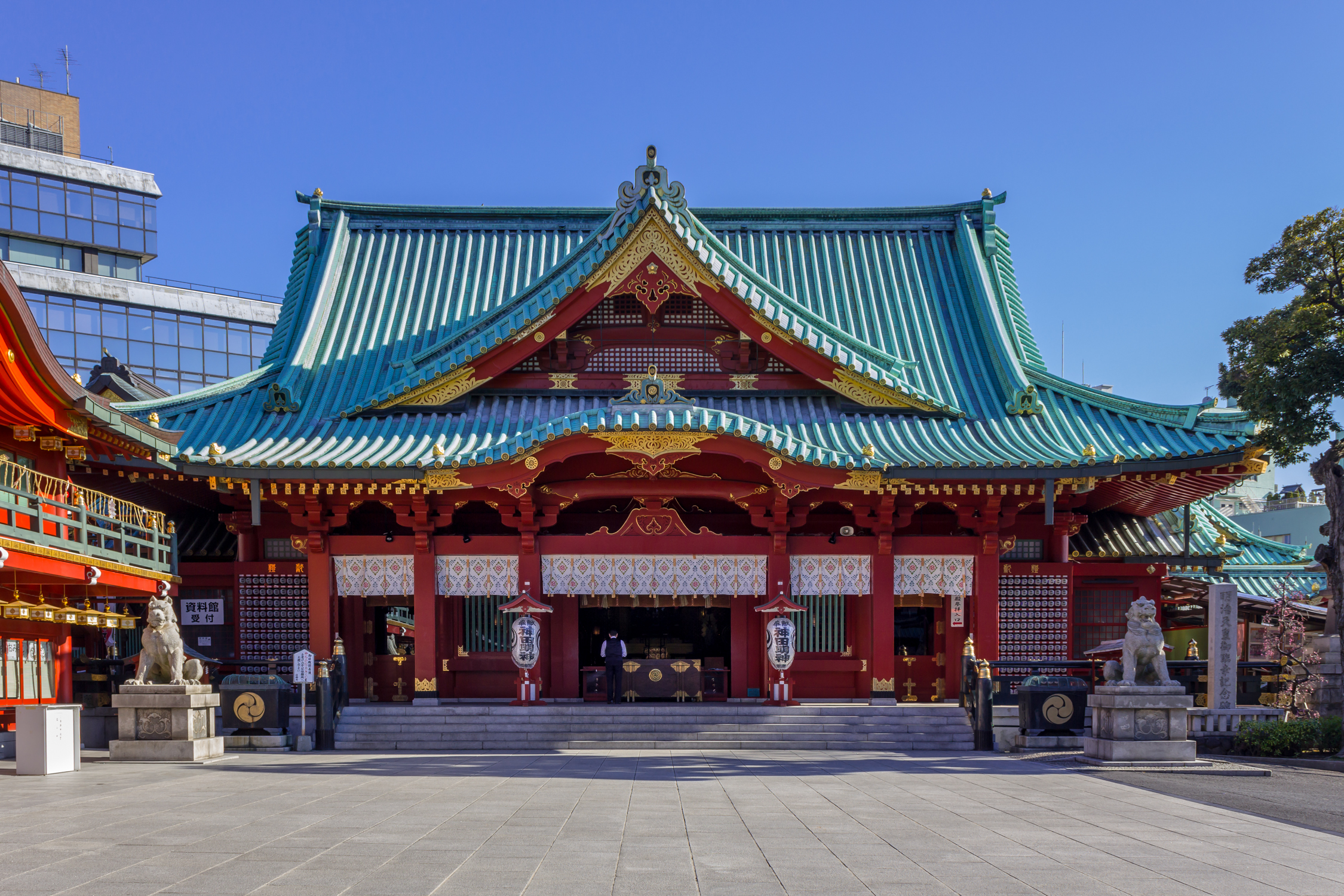
神田明神
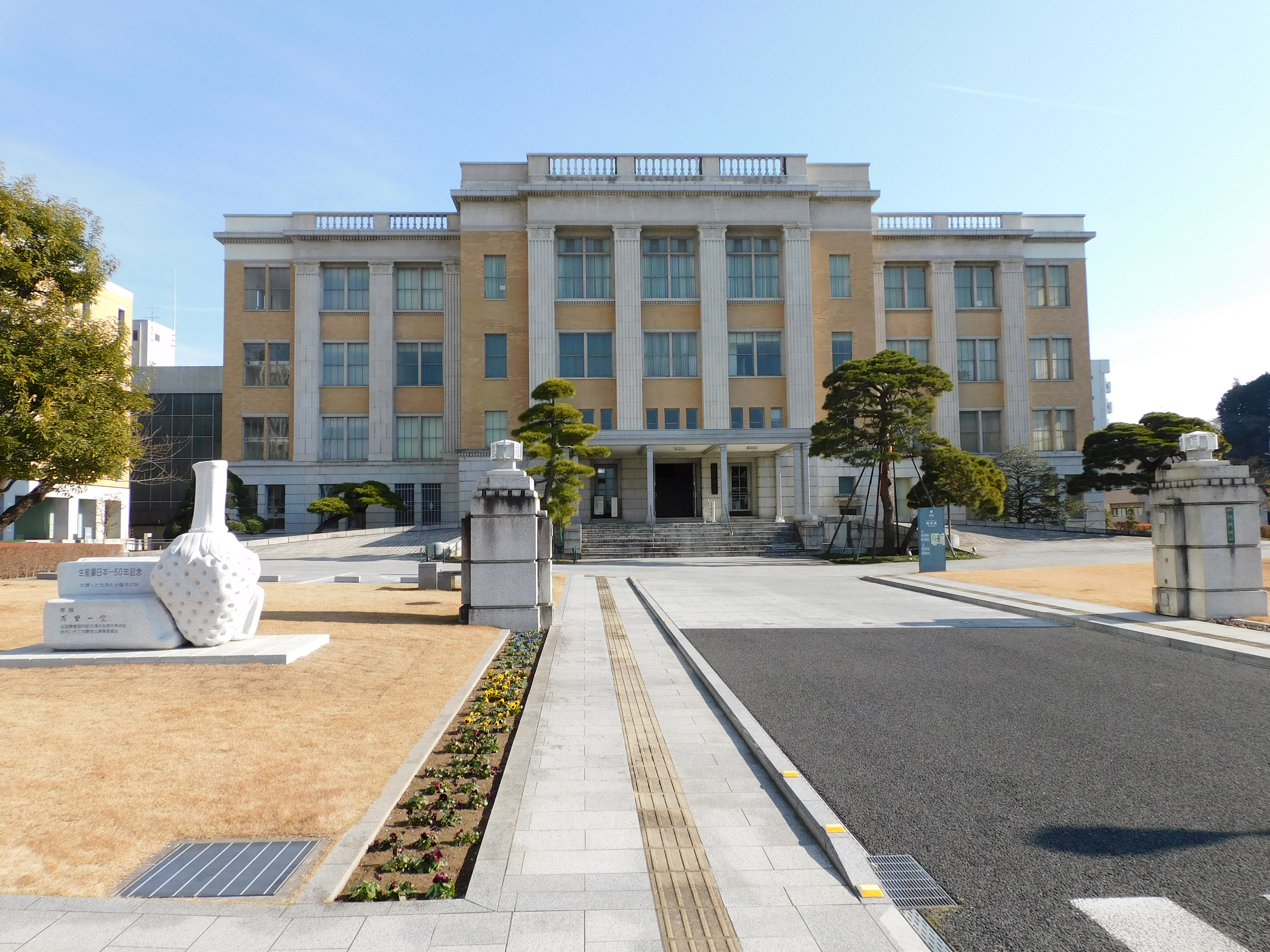
昭和館（旧栃木県庁舎）
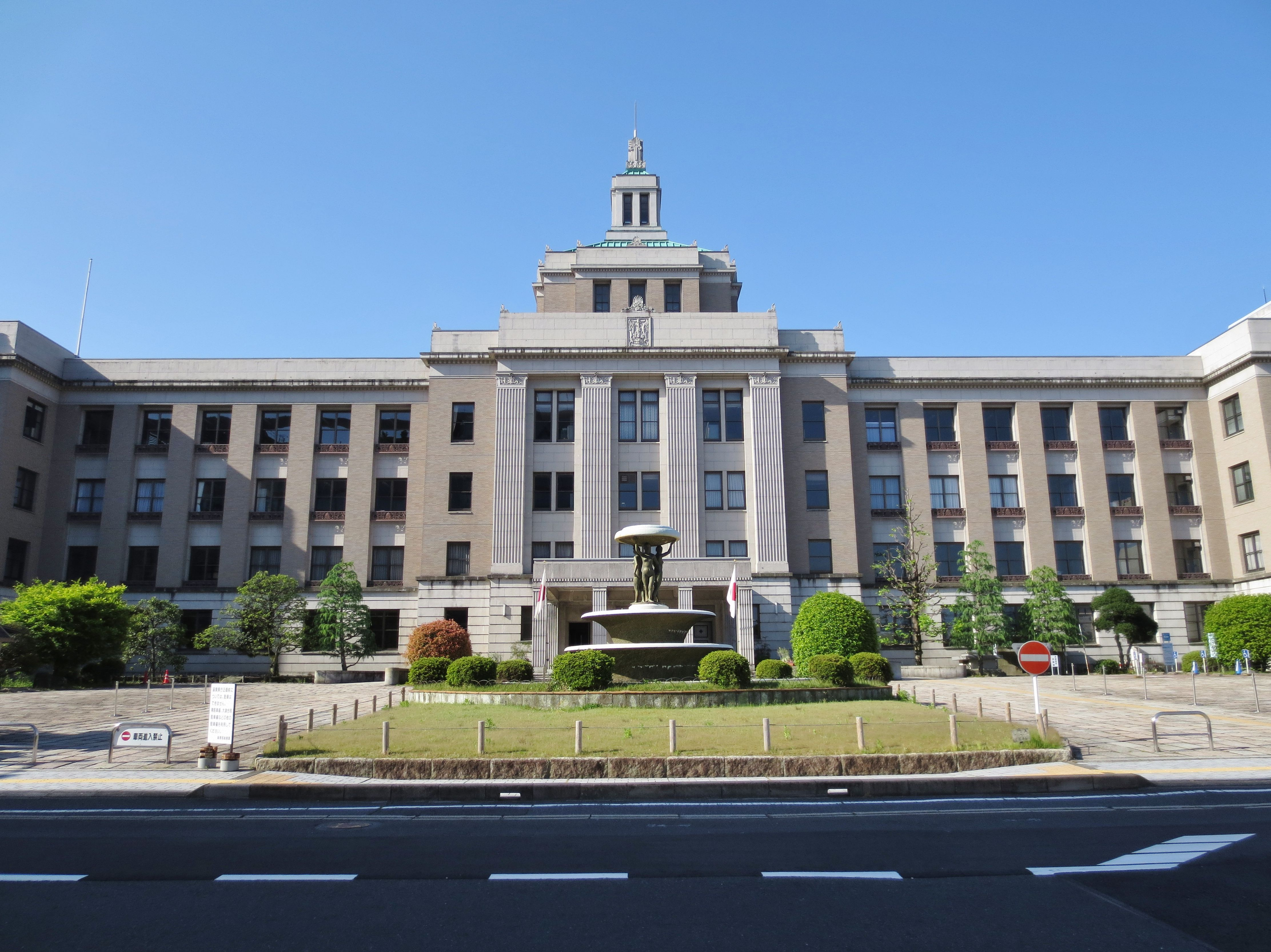
滋賀県庁舎

## 著書

### 単著
- 『新編家事参考書』冨山房、1930年7月。
- 『住宅建築衛生篇』早稲田大学出版部〈佐藤・住宅建築講座 第1篇〉、1931年3月。
- 『住宅の知識』社会教育協会〈婦人講座 第33篇〉、1932年12月。
- 『匠房雑話』東宛書房〈学芸随筆 第3巻〉、1938年5月。

### 編集
- 『報知懸賞住家設計図案』大倉書店、1916年10月。NDLJP:967169。
- 『田辺淳吉氏作品集』洪洋社、1921年6月。NDLJP:970736。

### 共著
- 佐藤功一、木村幸一郎『住宅の平面計画』洪洋社〈建築資料叢書 13〉、1927年11月。

### 全集
- 『建築談叢』土木建築工業新聞社出版部・佐藤功一全集刊行会〈佐藤功一全集 第3巻〉、1942年3月。NDLJP:1058790。
- 『住宅雑纂』佐藤功一全集刊行会・土木建築工業新聞社出版部〈佐藤功一全集 第4巻〉、1941年5月。NDLJP:1058793。